# Manila (Arkansas)
Manila es una ciudad ubicada en el condado de Misisipi en el estado estadounidense de Arkansas. En el Censo de 2010 tenía una población de 3342 habitantes y una densidad poblacional de 368,99 personas por km².

## Geografía
Manila se encuentra ubicada en las coordenadas 35°53′4″N 90°9′51″O / 35.88444, -90.16417. Según la Oficina del Censo de los Estados Unidos, Manila tiene una superficie total de 9.06 km², de la cual 9.06 km² corresponden a tierra firme y (0%) 0 km² es agua.

## Demografía
Según el censo de 2010, había 3342 personas residiendo en Manila. La densidad de población era de 368,99 hab./km². De los 3342 habitantes, Manila estaba compuesto por el 96.38% blancos, el 0.51% eran afroamericanos, el 0.3% eran amerindios, el 0.15% eran asiáticos, el 0.03% eran isleños del Pacífico, el 1.92% eran de otras razas y el 0.72% pertenecían a dos o más razas. Del total de la población el 2.87% eran hispanos o latinos de cualquier raza.